# Държавно устройство на Южна Корея
Република Корея официално е провъзгласена на 15 август 1948 г. Страната има демократична форма на управление, основана на разделение на властите и система за надзор и баланс, заложена в приетата на 17 юли 1948 г. Конституция. Управлението се извършва чрез изпълнителната, законодателната и съдебната власт.
Начело на изпълнителната власт стои президентът, който се избира на преки избори за един мандат от 5 години. Президентът изпълнява функциите си с помощта на Държавния съвет с членове – премиера и министрите.
Законодателната власт е представена от еднокамарно Национално събрание. То включва 300 депутати, 246 от които се избират мажоритарно, а 54 – в пропорционални листи.
Юридическата система е тристепенна, с районни съдилища в големите градове, с 3 апелативни съда и Върховен съд. Върховният съд разглежда и се произнася по обжалвани решения относно граждански и наказателни дела. Неговите решения са окончателни и служат на съдебната практика.